# Mário Eloy
Mário Eloy de Jesus Pereira (Algés, 15 de março de 1900 - Lisboa, 5 de setembro de  1951) foi um pintor modernista português.

## Biografia

### Anos iniciais

Autorretrato, c. 1936-39, óleo sobre tela, 35 x 27 cm

Em 1900 nasce em Algés um dos mais importantes representantes do segundo Modernismo português: Mário Eloy de Jesus Pereira. Filho de um ourives e neto de atores, herda dessa parte da família o gosto pela arte cénica, passando por uma breve aprendizagem de representação em palco.
Mário Eloy irá revelar-se essencialmente um irreverente autodidata. Em 1913 deixa o liceu para ingressar na Escola de Belas-Artes de Lisboa, que também abandonaria, dois anos mais tarde, por lhe desagradar o ensino demasiado retrógrado e academicista, numa atitude semelhante à de tantos outros da sua geração, como Bernardo Marques ou Carlos Botelho.
Nos anos que se seguem é um "adolescente, boémio e diletante, que tem como único amigo artista o futuro arquiteto Jorge Segurado".
Em 1919 cede às pressões familiares e emprega-se numa casa Bancária no Chiado, mas no final do ano parte aventurosamente para  Madrid e depois para Sevilha. Visita assiduamente museus, nomeadamente o Museu do Prado. Quando finalmente cede aos apelos de regresso por parte da sua família vai trabalhar para o ateliê que Augusto Pina põe à sua disposição no Teatro D. Maria II, em Lisboa. O regresso associa-se a uma mudança de atitude; Eloy "empenha-se decididamente numa carreira. Frequenta a elite dos espíritos sensíveis que se reunia no Teatro D. Maria, […] apaixona-se por artistas e pinta os seus retratos a óleo, apropriando a estética penumbrista de Columbano Bordalo Pinheiro mas […] procurando empiricamente modernizá-la". Nesse período as oscilações de humor levam-no já à destruição de muitas obras, mas isso não o impede de evoluir, e será sobretudo o exemplo de Eduardo Viana a marcar essa fase de aprendizagem, libertando-o das limitações do claro-escuro e perspetiva tradicionais.

### Descoberta e maturidade

Bailarico no Bairro, c.1936, óleo sobre tela, 80 x 100 cm.

Quando parte para Paris em 1925, as suas obras mais avançadas "mostravam que, apesar do autodidatismo e do temperamento instável, rapidamente pudera percorrer e já ultrapassar as possibilidades da aprendizagem lisboeta".
Em Paris tem acesso a um meio socialmente elitista. Recebe encomendas, pinta retratos e abre-se-lhe a possibilidade de uma carreira artística mais convencional; mas, simultaneamente, mergulha nos museus e nas galerias, tentando aprofundar conhecimentos. Estuda os grandes, de El Greco a Cézanne, de Van Gogh a Picasso ou Matisse.
Em 1927 expõe na galeria Au Sacre du Printemps em conjunto com dois artistas hoje esquecidos – Hélène Puciatieka e Erwin Singer –, repetindo a mesma mostra individualmente na Chez Fast dois meses mais tarde.
Não são muito numerosos os trabalhos desta fase, e o que mais importa notar é a sua progressiva "descoberta e valorização das poéticas expressionistas"  de Kokoschka ou do cubismo de Picasso, influências que serão determinantes para o intenso ciclo de produção imediatamente anterior à partida para Berlim, no final de 1927, e que irá prolongar-se nos primeiros meses de permanência na Alemanha.
Os anos de 1927-1931 são passados entre Lisboa e Berlim. Eloy empenha-se em "temáticas sociais, tratadas com irrisão […] revelando [também] a primeira transmutação plástica de fantasmas pessoais".
Entretanto o seu trabalho começa a infletir; a mudança traduz-se numa acalmia a que não serão alheios os paradigmas de regresso à ordem que marcaram a arte europeia dos anos de 1920. A sua aproximação formal à arte alemã, e em especial à Nova Objetividade (Neue Sachlichkeit), não anulou, no entanto, a sua forte ligação às origens, à "maneira de ver, portuguesa e meridional" que atravessa toda a sua obra.
Em janeiro de 1929 casa-se com Theodora Severin, poucos dias depois do nascimento do seu filho Mário António. Nesse mesmo ano expõe na galeria de Berlim de Alfred Fleshteim juntamente com nomes de vulto da vanguarda europeia como Braque, Picasso, Matisse ou Giorgio de Chirico. Em 1930 participa no I Salão dos Independentes, em Lisboa, e regressa a Portugal com a família no ano imediato, ao que se seguirá uma fase de estabilidade que dura aproximadamente 4 anos.
Nas obras mais relevantes desta fase – como no autorretrato de 1930-32 –, afasta-se da intensidade expressionista anterior e opta por uma matriz próxima do Picasso neoclássico, sintetizando as suas referências principais: "o cubismo, em primeiro lugar, assumido na simplificação e geometrização da cabeça […]; o expressionismo alemão da Nova Objetividade, em segundo lugar, pela subtil inquietação que se adivinha no próprio fazer, concentrado e obsessivo".
Em 1934 expõe individualmente na Galeria UP. Em 1935 colabora na revista Sudoeste (dirigida por Almada Negreiros) e, nesse mesmo ano, é-lhe atribuído o 1º Prémio Amadeo de Souza-Cardoso na 1º Exposição de Arte Moderna do SPN. O acolhimento crítico positivo não impede, no entanto, que a sua obra seja invadida por uma insatisfação progressiva, que eclode logo em 1936, com um regresso à "instabilidade compositiva e desrealização das cores [idêntica à] de dez anos antes".
Bailarico no bairro, c.1936, é um "ponto de chegada de resolução plástica", e nele vemos confluir "diversos recursos poéticos desenvolvidos anteriormente [...]. O casario cubista, modelado por uma fria poada de azul, recorda as experiências de dez anos antes [...]. Quanto às personagens, elas refluem de dezenas de desenhos caricaturais, feitos antes e depois, a partir de memórias de Berlim e, cada vez mais, da emergência de fantasmas pessoais".

Sem título (Suicídio), c. 1940-45, tinta-da-china sobre papel, 25 x 37 cm

E se a dimensão alegórica das suas pinturas se intensifica na segunda metade da década de 1930 em obras como o Poeta, Da minha janela, ou A Fuga (a sua última grande pintura), essa inquietação ganha contornos mais negros quando "a perda de um centro dá lugar ao exaustivo preenchimento da superfície com formas inominadas, de pendor fantasmático", como acontece nos desenhos finais. Em 1943 António Dacosta afirmará: "A pintura de Eloy aperta como um nó cego uma humanidade atual e confusa, triste e emudecida".
No final da década de 1930 e na de 1940 a sua obra continua a ser apresentada publicamente em Lisboa em mostras coletivas e individuais. Mas a sua capacidade de produção é profundamente afetada pela progressão da doença de que padecia – coreia, ou Doença de Huntington, uma doença de evolução lenta mas inexorável, caracterizada por crescente descontrolo motor e demência. A pintura torna-se rara e Eloy concentra-se no desenho, que adquire um pendor marcadamente surrealizante, povoado de monstros e alusões sexuais. O desfile de figuras inclui "grosseiros nus femininos, mulheres que perderam o torso, homens lutando, cabeças deformadas".
"Os monstros que instigam o inconsciente de Eloy povoam os seus desenhos com ameaças de morte, de sofrimento, de vazio [...] . A morte, portanto, nas mais variadas manifestações. Sem faltar mesmo o momento em que se concretiza (Suicídio, cat. 322). O instante dramático em que a mulher (grávida?) levanta o punhal contra si", no meio de um grupo de figuras aterrorizadas, informes, com as "bocas abertas, em medo e gritos".
É internado em 1945 na Casa de Saúde do Telhal. Em 1950 é representado na Bienal de Veneza com duas obras, e no ano seguinte na Bienal de S. Paulo. A sua situação clínica torna-se crítica, vindo a morrer em 1951.
Encontra-se colaboração da sua autoria na revista Litoral  (1944-1945).

## Legado
O total da obra existente de Mário Eloy não ultrapassa as 400 peças (cerca de 100 pinturas e 300 desenhos). São muitas as razões para este escasso número, entre as quais pode destacar-se a extensão reduzida da sua carreira, terminada de forma trágica e prematura, mas também a instabilidade emocional que o levou a destruir muitas obras; e há razões de outra ordem, como o desaparecimento de um grupo de cerca de 30 pinturas que deixou na Alemanha e se perdeu durante a II Guerra Mundial.
O estudo do seu legado artistico foi realizado por uma equipa dirigida por Raquel Henriques da Silva, que culminou em 1996 com uma exposição retrospetiva no Museu do Chiado e a publicação de um extenso e criterioso catálogo.

## Exposições Retrospetivas
- Exposição Retrospetiva da Obra do pintor Mário Eloy. 1900-1951. Lisboa, Secretariado Nacional de Informação, 1958.

- Mário Eloy: Exposição Retrospetiva. Lisboa, Museu do Chiado, 1996.